# 2008년 부천국제판타스틱영화제
제12회 부천국제판타스틱영화제는 2008년 7월에 개최된 영화제이다. 부천시에서 개최되었다.

## 수상 및 후보

### 작품상(장편)
- 추격자 - 나홍진 수상

### 여우주연상(장편)
- 추격자 - 서영희 수상

### 남우주연상(장편)
- 제1규칙 - 정이건 수상
- 제1규칙 - 여문락 수상

### 감독상(장편)
- 렛 미 인 - 토마스 알프레드슨 수상

### 푸르지오 관객상
- 렛 미 인 - 토마스 알프레드슨 수상

### 심사위원 특별상(장편)
- 어둠속의 공포 - 블러치 외 여러 명 수상

### 한국단편특별상
- 무림일검의 사생활 - 장형윤 수상

### 심사위원상(단편)
- 쇼슈타인의 마지막 필름 - 크리스티안 클란트 수상

### 관객상(단편)
- 무림일검의 사생활 - 장형윤 수상

### 대상(단편)
- 할로우 씨 사건의 비밀 - 로드리고 구디노 수상

### 특별언급
- 헨젤과 그레텔 - 임필성 수상
- 도쿄잔혹경찰 - 니시무라 요시히로 수상

### EFFFF 아시아 영화상
- 추격자 - 나홍진 수상

### 부천 초이스(장편)
- 고사: 피의 중간고사 - 창
- 미라지 맨 - 에르네스토 디아즈 에스피노자
- 아콜라이트 - 존 휴잇
- 오 포인트 - 다니엘 미릭
- 오파파티카 - 타나콘 퐁수완
- 칼라 말람 불란 멩감방 - 모하마드 모드 칼리드
- 타임크라임 - 나초 비가론도
- TBS - 피터 쿠이퍼스

### 부천 초이스(단편)
- 33초 - 마시밀리아노 다볼리
- 8/10000 - 유상현
- 기술직 공무원을 만나다 - 정동락
- 아이 러브 사라 제인 - 스펜서 서저
- 리사 - 로렌조 레시오
- 본보야지: 월드투어 2008 - 조민석
- 비인간 - 올리비에 모노
- 위시 - 맷 데이
- 흡혈박지와 젖소 - 강영일

### 금지구역
- 닥터 인페르노 - 파코 리몬
- 레이지 - 로버트 커츠먼
- 월드레볼루션:드라디바벨 - 클라우스 훈츠비흘러

### 판타스틱 단편 걸작선
- 설렘 - 호세 마누엘 카라스코
- 슈퍼동 - 폭 유에 웡
- 알스 비프 - 데니스 호크
- 단스 라 페우 - 졸탄 호바스
- 여고생이다 - 박지완
- 전설의 케이 - 송재윤
- 친구(Kaveri) - 테무 니키
- 뱀장어여인 - 폴 캠피언
- 소주 - 박건록
- 수퍼 살롱 미장원 - 정민규
- 야나가 있었다 - 올리비어 킨레
- 잔인한 아주머니 - 웨이 링 창
- 지니와 호리병 - 마틴 코니그
- 코인세탁소 - 데이빗 제이콤즈
- 레슬링 - 그리무르 하코나르슨
- RGB XYZ - 데이빗 오렐리
- 여자, 다리를 벌리다 - 임미랑
- 외설적인 말들 : 알파벳 C - 티 아더 코텀
- 기계들의 침묵 - 폴 칼로히 외 1명
- 도시에서 그녀가 피할 수 없는 것들 - 박지연
- 땡큐남녀부업연구소 - 임혜림
- 바다타 - 마뉴엘 레벨트
- 불온한 젊은 피 - 박미희
- 좋은 밤 - 김한누리
- 페데와 피도 - 막스 나르다리
- 7인의 고문기술자의 전설 - 코널 팬더가스트
- 기린과 아프리카 - 김민숙
- 너의 세계 - 서재경
- 비만 가족 - 김정욱
- 웅이 이야기 - 이하송
- 자위적 싸움 - 신재영
- 로조 레드 - 후안 마뉴엘 베탄쿠트
- 부재 - 케빈 르콩트
- 사슴인간 - 버지니 고멜
- 소프트 - 사이몬 엘리스
- 스톱 - 박재옥
- 영향 아래 있는 남자 - 정주리
- 적의 사과 - 이수진
- 갈망 - 안드레아스 린데가르
- 고객 서비스 - 데이비드 알론소 외 1명
- 밤 - 유 지
- 아리랑 연가 - 변준철
- 애프터 빌 - 파비오 구아글리오네 외 1명
- 피고지고 피고… - 김형진
- 개조심 - 김규현
- 백수전설 - 허재선
- 불을 지펴라 - 이종필
- 아이 엠 밥 - 도널드 라이스
- 죽은 자들 가운데서 - 알렝 바쏘
- 트레인 타운 - 키스 비어든
- 샤우트(외쳐라) - 이준영
- 아리조나카페,택사스모텔 - 김경엽

### 월드 판타스틱 시네마
- 테일 52 - 알렉시스 알렉시우
- 네거티브 해피 체인 쏘우 - 키타무라 타쿠지
- 다크 플로어 - 페테 리스키
- 스크린 앳 캄차노드 - 송삭 몽콜송
- 레시클로 - 마크 A. 리예스
- 망량의 상자 - 하라다 마사토
- 머쉰 걸 - 이구치 노보루
- 팀 바티스타의 영광 - 나카무라 요시히로
- 벤 엑스 - 닉 발샤자
- 사탄 - 안드레스 바이즈
- 서바이벌 - 가브리엘 코원 외 1명
- 선생님은 외계인 - 올레 보네덜
- 세븐 데이 선데이 - Niels LAUPERT
- 쉬버 - 이시드로 오르티즈
- 아메리칸 좀비 - 그레이스 리
- 에이블 데인저 - 데이브 허먼
- 옴 샨티 옴 - 파라 칸
- 워즈 - 톰 샹클랜드
- 이웃을 제거하는 방법 - 안데르스 로노우 클라룬드
- 진여 입식사열전 - 오시이 마모루 외 여러 명
- 클론바이러스 - 오스카 캠포
- 킹 오브 더 힐 - 곤잘로 로페즈 갈레고
- 타투이스트 - 홍효성
- 트랜스 시베리아 - 브래드 앤더슨
- 티스 - 미첼 릭턴스타인
- 페르마의 밀실 - 로드리고 소페나 외 1명
- 프로젝트 더블 - 길예르모 페르난데즈 그로이자드
- 환-내안에 두 번째 그림자 - 박재범
- 스턱 - 스튜어트 고든
- 오 빠이 오 - 모니크 가덴버그

### 스트레인지 오마쥬
- 세비지 그레이스 - 톰 칼린
- 세상에서 가장 아름다운 밤 - 텐간 다이스케
- 오직 사랑으로 - 히로키 류이치
- 조다와 아크바 - 아슈토쉬 고와리커
- 하녀 - 김기영
- 상사라 - 린 타이저우

### 오프 더 판타스틱
- 14 킬로미터 - 제랄도 올리바레스
- 가루지기 - 신한솔
- 가문의 법칙 - 람 고팔 바르마
- 길바닥 스타 - 데이빗 마키
- 녹차 전쟁 - 왕야민
- 라듸오 데이즈 - 하기호
- 러브러브 익스프레스 - 디마스 디아야디닌그랫
- 러브 송 - 크리스토프 오노레
- 시암의 사랑 - 추키아트 사크위라쿨
- 곤 쇼핑 - 리 린 위
- 쓰리 돌스 - 카린 바빈스카
- 에릭 니체의 젊은 시절 - 제이콥 튜센
- 우리도 사랑한다 - 안드레아스 드레센
- 집오리와 자연오리의 코인로커 - 나카무라 요시히로
- 킬러 - 세드릭 앵거
- 파이터 - 나타샤 아르디
- 포르노 오테르 - 제임스 웨스트비
- 행복한 장의사 가족 - 닐 부보이 탠
- 캐주얼 데이 - 맥스 렘케

### 패밀리 판타
- 그 해 여름의 비행접시 - 마틴 더피
- 다란: 하얀 기린의 모험 - 로렌스 블록
- 유령친구 부트나스 - 비벡 샤르마
- 으쌰으쌰 드림팀 - 키티콘 리오시리쿤

### 애니 판타
- 녹터나 - 빅터 말도나도 외 1명
- 다크 인사이드 - 존 버진
- 스트레이트 재킷 - 우시로 신지
- 제불찰씨 이야기 - 곽인근 외 여러 명

### 오픈 씨네 퍼레이드
- 리틀 러너 - 마이클 맥고완
- 명탐정 코난 극장판 6 -베이커가의 망령 - 코다마 켄지
- 벤허 - 윌리엄 와일러

### 특별전
- 리빙 엔드 - 그렉 아라키
- 완전히 엿먹은 - 그렉 아라키
- 미스테리어스 스킨 - 그렉 아라키
- 스마일리 페이스 - 그렉 아라키
- 스키조 - 굴삿 오마로바
- 스워드 맨 - 필립 얀콥스키
- 어글리 스완 - 콘스탄틴 로푸샨스키
- 남자가 여자를 도청할 때 - 라리사 사딜로바
- 바람을 부르는 천사 - 쿠아트 아크메토프
- 러시안 트라이앵글 - 아엘코 챠밧제
- 희생자 - 배질 디어든
- 광란자 - 윌리엄 프리드킨
- 크로머의 늑대들 - 윌 굴드
- 콜린 - 피터 린드호우트
- 가면 - 양윤호
- 트리플 X의 악녀 일기 - 미쉘 존슨
- 엽기좀비 오토 - 브루스 라 브루스
- 데쓰 디멘션 - 알 애덤슨
- 툴박스 머더 - 데니스 도넬리
- 체인 히트 - 폴 니콜라스
- 바이스 스퀘드 - 게리 쉐먼
- 무사 - 김성수
- 블랙 벨트 - 나가사키 슌이치
- 도화선 - 엽위신
- 포비든 킹덤 - 전설의 마스터를 찾아서 - 롭 민코프

### 회고전
- 동경 특파원 - 김수용
- EXPO 70 동경전선 - 최인현
- 황금 70 홍콩 작전 - 최인현
- 홍콩에서 온 마담장 - 신경균
- 홍콩서 온 여와 남 - 신경균
- 여자형사 마리 - 이형표
- 악인이여 지옥행 열차를 타라 - 박노식
- 아가씨 참으세요 - 이형표
- 고우치야마소슌 - 야마나카 사다오
- 대초원의 철새 - 사이토 부이치
- 태평양을 나홀로 - 이치카와 곤
- 일본 열도 - 쿠마이 케이
- 우리들의 피가 허락하지 않는다 - 스즈키 세이준
- 꽃과 뱀 1974 - 코누마 마사루
- 흑장미 승천 - 쿠마시로 타츠미
- 나오코 - 후루마야 토모유키

### 단편 특별전
- 224466 - 아사노 타다노부
- 요나오시 - 나카무라 시도
- 죽음의 노이즈 - 버벌
- 클럽 246 - 일마리
- 85B - 윤미중
- 봉철이 변태하다 - 천주영
- 삐라 - 김원호
- 싸나이 유진욱 - 신민희
- 야구장 블루스 - 박길우
- 오늘도 순이는 열심히 - 전성태